# F Niterói (F-40)
A Fragata Niteroi (F40) foi um navio de guerra, líder da Classe Niterói, uma série de seis embarcações da Marinha do Brasil. 

## Origem do nome
É o quinto navio a ostentar este nome na armada brasileira, uma homenagem à cidade homônima, antiga capital do Estado do Rio de Janeiro.

## Construção
A Niterói foi a primeira de uma série de seis fragatas encomendadas em 20 de setembro de 1970, como parte do Programa de Renovação e Ampliação de Meios Flutuantes da Marinha, e a primeira construída pela Vosper Thornycroft Ltd., em Woolston, Hampshire, Inglaterra, com a designação britânica do projeto sendo Vosper Mk 10.
Sua quilha foi batida em 8 de junho de 1972, seu lançamento e batismo  em 8 de fevereiro de 1974, sendo lançada ao mar pela primeira vez em 8 de janeiro de 1976, iniciando as provas de maquinas que se estenderam até o final de maio. Foi aceita e incorporada em 20 de novembro de 1976,  em cerimônia realizada no cais 47 do porto de Southampton. Teve uma modernização concluída em dezembro de 2005.

## Características
Os seus armamentos incluem:
- 2 lançadores de mísseis antinavio MBDA Exocet;
- 8 lançadores de mísseis antiaéreos Aspide;
- 1 canhão Vickers 4,5 polegadas (115 mm), com alcance de 22 km;
- 2 canhões antiaéreos automáticos Bofors SAK 40mm/70 com cadência de 300 tiros por minuto;
- lançadores para torpedos Mk-46;
- lançador de foguetes anti-submarino;
- 1 helicóptero Westland AH-11A Super Lynx ou 1 UH-12/13 Esquilo.

## Desativação
Em 2019 foi anunciada a desativação e baixa da Niterói, devido aos altos custos de manutenção e preservação, dado o tempo de uso da embarcação. Em 28 de junho do mesmo ano foi realizada a Mostra de Desarmamento da fragata.

## Galeria

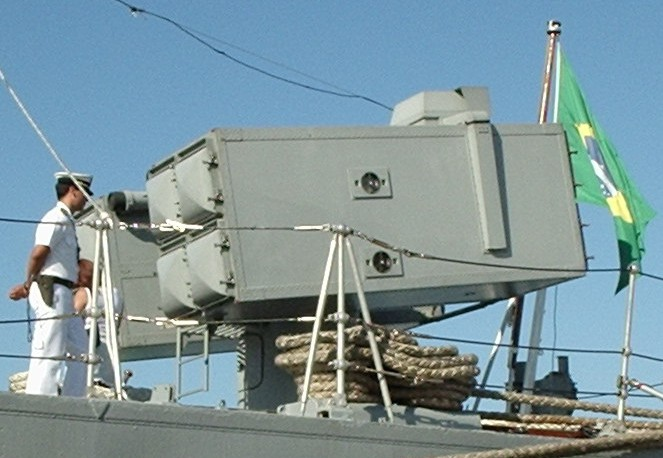
Lançador de mísseis Aspide.
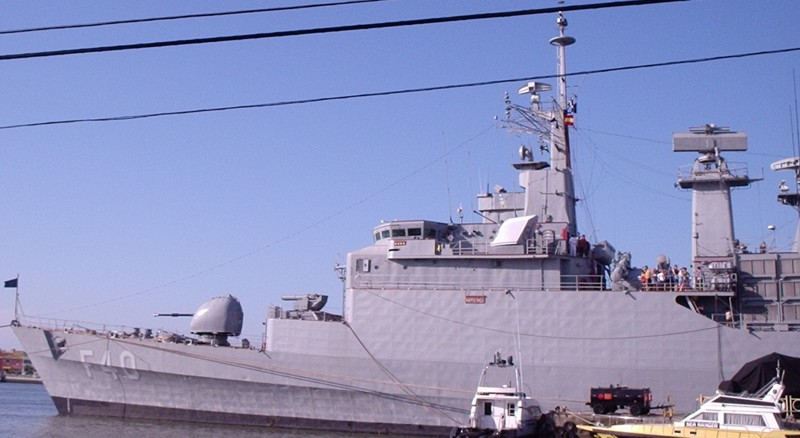
Ancorada.
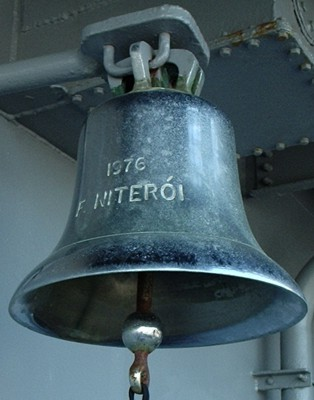
Sino da Fragata Niterói.